# Road Warrior
Road Warrior è un videogioco sparatutto a scorrimento pubblicato nel 1988 per Commodore 64 dalla CRL Group. Si controlla l'automobile armata di un giustiziere contro i motociclisti pirati della strada che corrono un'annuale Gara della Morte. Venne a volte paragonato al classico Spy Hunter, ma con scorrimento orizzontale e gameplay semplificato; i giudizi della critica furono solitamente negativi. Nel 1991 fu realizzata una conversione non commerciale e non ufficiale per Commodore 16.

## Modalità di gioco
A inizio partita si può scegliere tra quattro automobili più o meno sportive, delle quali si può variare anche il colore, ma non ci sono evidenti differenze nelle prestazioni, a parte l'arma singola o doppia. Si corre quindi su una strada sempre dritta, con vista dall'alto a scorrimento orizzontale verso destra, e con rappresentazioni dei velicoli relativamente grosse rispetto allo schermo. Ci sono sei livelli, attraverso paesaggi differenti e perlopiù di campagna; dopo il quarto la strada si fa più stretta. L'obiettivo di ogni livello è eliminare un certo numero di motociclisti, esplicitamente indicato.
L'auto del giocatore può spostarsi su e giù rispetto allo schermo e variare la velocità, ma non fermarsi del tutto, e può sparare proiettili in avanti. Sulla strada si possono raccogliere power-up mobili, alcuni dei quali permettono di sparare anche all'indietro, mentre alcuni altri sono negativi e impediscono di sparare. Nei primi livelli i nemici arrivano da dietro e superano l'auto; si viene avvisati da un clacson quando qualcosa sta per arrivare esattamente dietro l'auto. Nei livelli più avanzati arrivano anche da davanti. I nemici non hanno armi, ma vanno evitati gli scontri, anche con le esplosioni di quelli già distrutti. Il carburante è limitato e per fare rifornimento, in qualsiasi momento, si può premere il tasto spazio per ritrovarsi all'istante in una stazione di servizio, dove una quantità variabile di punteggio accumulato può essere scambiata con carburante.
Se si sbatte contro le moto o contro le meno frequenti automobili neutrali si perde un po' di carburante e aumenta anche il numero di moto da eliminare nel livello corrente. Se si sbatte contro rocce, auto parcheggiate e altri ostacoli ai lati della strada, introdotti dal terzo livello, si perde invece una vita. Inoltre subendo più scontri sul davanti o sul dietro si perde l'uso dell'arma, finché non viene raccolto un nuovo power-up. L'esaurimento delle vite oppure del carburante causa la fine del gioco, nel primo caso con l'accartocciamento dell'auto e nel secondo con una scenetta di una moto che investe il pilota.